# Mario Gemmellaro
(Di V.N. sul "Giornale di scienze, letteratura ed arti per la Sicilia")
Mario Gemmellaro (Nicolosi, 20 luglio 1773 – Nicolosi, 12 aprile 1839) è stato un naturalista e geologo italiano.

## Biografia
Distintosi nelle lettere classiche, fu avviato allo studio del Diritto, ma fu presto costretto dalla precoce perdita dei genitori ad occuparsi dei numerosi fratelli e sorelle, rinunziando alla carriera giuridica. Lo zio Raimondo Gemmellaro lo introdusse presto nello studio delle scienze naturali assieme al più noto fratello minore, Carlo.
A Nicolosi occupò varie cariche pubbliche fin dal 1805: fu giudice conciliatore e giudice supplente fino alla morte. Promosse una serie di opere pubbliche (piazze, cisterne e l'installazione di un sistema di parafulmini sulle cime montuose che circondano la cittadina) e l'istruzione, introducendo nel 1821 le scuole lancastriane prima che fossero istituite a Catania.

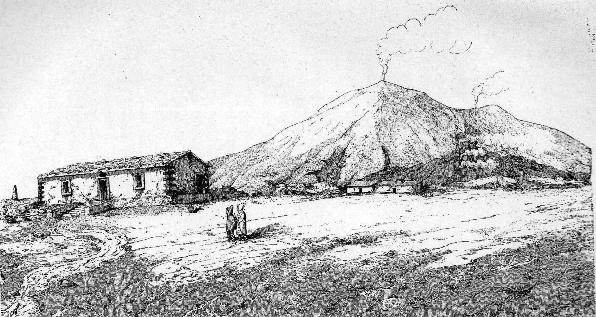
La "Casa Inglese o "Casa di Gemmellaro", 1910

L'interesse principale furono però sempre le ricerche sull'Etna, iniziate già intorno all'anno 1800, probabilmente a seguito di contatti avuti con grandi viaggiatori-naturalisti quali Déodat de Dolomieu e Lazzaro Spallanzani. Nel 1804, con la partecipazione di J. Ochocorne, vicecomandante delle forze britanniche nel Mediterraneo e vulcanologo dilettante, più in su della cosiddetta Torre del Filosofo oltre quota 2940 sull'orlo della lava dell'eruzione del 1787, costruì una piccola casa, detta "Gratissima"  per l'iscrizione di un riconoscente, e sette anni dopo, grazie anche al finanziamento del comandante delle forze ausiliari inglesi a Messina, Lord Forbes, un'altra casa più ampia e confortevole, la "Casa Inglese" o "Casa di Gemmellaro". Di fatto la "Casa Inglese" rappresentò il primo Osservatorio Scientifico ad alta quota esistente al mondo per lo studio dei fenomeni vulcanici. I due edifici divennero poi il nucleo dell'Osservatorio vulcanologico dell'Etna.
I contemporanei riportano l'ardire dimostrato dal Gemmellaro nella ricerca sul campo, fino ad «internarsi negli estinti crateri a scrutinare quei cupi abissi; degli infernali camini». Nel 1823, in compagnia dell'inglese John Marshall, si impegnò in una pericolosa discesa nella Grotta delle colombe, in realtà una delle bocche dell'eruzione del 1669, spingendosi fino 120 m di profondità sotto i Monti Rossi, lasciandovi una lapide: "Marius Gemmellarus primus ima haec in tartara venit".

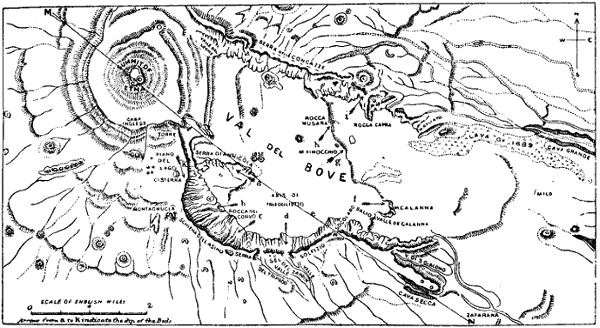
La casa Inglese sotto il cratere e la Valle del Bove, sir Charles Lyell, 1878

Alla morte di Mario Gemmellaro, le due case, comodo ricovero e base di partenza per tutti i viaggiatori e studiosi di quegli anni, furono pressoché abbandonate e nel 1858 sir Charles Lyell descriveva la Casa inglese come luogo ormai del tutto inadatto all'ospitalità. Solo nel 1862 una ricca donazione del principe di Piemonte, il futuro Umberto I, permise di ristrutturare l'edificio.
Più noto all'estero che in patria, fu certamente in relazione con Georges Cuvier, John Herschel, Humphry Davy - cui inviava ampolle contenenti i vapori esalanti dal cratere centrale -, Wolfgang Sartorius von Waltershausen. Con alcuni di essi mantenne un rapporto epistolare, attestato da due volumi di corrispondenze scientifiche citati da biografi ottocenteschi, ma non ritrovati, come pure senza successo sono state le ricerche delle note biografiche redatte dopo la sua morte dal fratello Carlo.
Si interessò alla misurazione delle altezze osservando le differenze nella temperatura di ebollizione dell'acqua.
Venne aggregato a più accademie: alla Accademia Gioenia di Catania, all'Istituto Colombiano di Washington, alla Reale Accademia delle Scienze di Napoli ed a quella di Palermo.
Il merito di Mario Gemmellaro è quello di avere aperto e tracciato la strada per le future osservazioni sistematiche dell'Etna.

## Opere
Ci rimangono solo tre dei quattro scritti stampati dal Gemmellaro: 
- Giornale dell'eruzione dell'Etna avvenuta alli 27 ottobre 1801, pubblicato da W. Sartorius von Waltershausen, Der Aetna, I-II, Leipzig 1880;
- Memoria dell'eruzione dell'Etna avvenuta nell'anno 1809, Messina 1809 (2ª ed., Catania 1820);
- Giornale dell'eruzione dell'Etna avvenuta alli 27 maggio 1819, Catania 1819.